# Łukasz Wilczek (koszykarz)
Łukasz Wilczek (ur. 11 maja 1986 w Łomży) – polski koszykarz grający na pozycji rozgrywającego, obecnie zawodnik Dzików Warszawa. 
Wychowanek klubu UKS Łomżyczka Łomża, w którym grał w latach 2002–2004. Grał także w klubach: Żubry Białystok (2004–2008), Zastal Zielona Góra (2008–2009), Basket Kwidzyn (2009–2010), Polonia 2011 Warszawa (2009–2010), AZS Politechnika Warszawska (2010–2012) oraz Startu Lublin (2012-2013).
W latach 2014–2018 był zawodnikiem warszawskiej Legii. W swojej karierze rozegrał 42 mecze w Polskiej Lidze Koszykówki.

## Osiągnięcia
Stan na 8 maja 2019, na podstawie, o ile nie zaznaczono inaczej.
Drużynowe
- Awans do PLK z zespołem:
  - AZS Politechnika Warszawska (2011)
  - Legia Warszawa (2017)

Indywidualne
- II skład I ligi (2013)[2]
- Uczestnik meczu gwiazd I ligi (2011)[3]
- Lider:
  - I ligi w:
    - asystach (2011, 2013, 2015–2017)
    - przechwytach (2016, 2017)

  - II ligi w asystach (2019)